# Victor Christiansson
Victor Christiansson, född 18 februari 1998, är en svensk fotbollsspelare som senast spelat för Nykøbing FC. Han avslutade kontraktet i förtid för att flytta till Japan.

## Karriär
Christiansson började spela fotboll i BK Näset. Som 14-åring gick han till Malmö FF.
I december 2017 värvades Christiansson av IFK Värnamo, där han skrev på ett tvåårskontrakt. Christiansson gjorde sin Superettan-debut den 13 maj 2018 i en 0–0-match mot Östers IF, där han blev inbytt i den 82:a minuten mot Daniel Ask. Debuten skedde efter en lång rehabiliteringstid på grund av en fraktur i högerfoten. 
Den 1 augusti 2018 värvades Christiansson av danska BK Frem. I juni 2020 lämnade han klubben i samband med att kontraktet löpte ut. Den 24 augusti 2020 värvades Christiansson av Nykøbing FC, där han skrev på ett treårskontrakt.